# VEF Riga
O VEF Rīga é um clube profissional sediado na cidade de Riga, Letônia que atualmente disputa a LBL (Letônia), Liga Leto-Estoniana e na Liga dos Campeões da FIBA. Manda seus jogos na Arena Riga com capacidade para 12.500 espectadores.

## História

### Fundação e primeiros anos
No ano de 1958 surgia em Riga uma equipe formada por funcionários da VEF (em letão:  Valsts elektrotehniskā fabrika) e seu primeiro jogo foi em Agosto de 1958 contra o Brno Spartak ZJS no Estádio Daugava e os letões perderam de 69-80. Aproveitando o embalo do basquete letão e ao mesmo tempo rivalizando com o ASK Riga, até então a melhor equipe da Europa, a equipe de Alfred Krauklis lançou as bases de uma equipe viria ser vitoriosa nos anos seguintes quando em 1960 e 1966 conquistaram a medalha de bronze na Liga Soviética de Basquetebol, porém após anos relegados à segunda divisão, uma nova medalha de bronze só viria em 1991
Esta medalha de bronze em 1991 na liga soviética garantiram vaga para o VEF na Copa Korać em 1992 onde foi eliminado pelo Iraklis Salônica por 147-191 na soma dos resultados (83-109 e 64-82) na terceira ronda eliminatória.
Entretanto, as mudanças ocasionadas pela dissolução da União Soviética e as rápidas mudanças no bloco econômica levaram aos dirigentes do clube a encerrar as atividades do clube em 1992.

### Refundação
O dia 15 de maio de 2007 ficou marcado na história do clube como sua refundação, fato motivado por figuras históricas como Valdis Valters, Edgars Jaunups, Mārtiņš Lauva, Raimonds Kisiels e Ivars Bērziņš. Os primeiros anos foi como coadjuvante, porém na temporada 2009-10 voltaram para competições europeias disputando a extinta FIBA EuroChallenge, a competição regional VTB United League e de quebra foram finalistas da LBL.
O verão de 2010 ficou marcado com uma "safra" excelente de jovens jogadores, dentre eles Kristaps Janičenoks, Kaspars Bērziņš, Dairis Bertāns, Sandis Valters, Gatis Jahovičs. Com essa equipe reforçada os resultados não tardaram a se apresentar vindo na temporada 2010-11 como finalistas da extinta Liga Báltica de Basquetebol (sendo os primeiros letões a disputarem a final), disputaram a ULEB Cup (segunda competição em importância na Europa) e alcançaram o tão importante título da LBL. 

## Títulos

### Era soviética (1958-1992)
- Liga Soviética

Medalha de Bronze: 1960, 1966 e 1991

### Era moderna (2007-presente)
- Liga Letã

 Campeão (11):  2011, 2012, 2013, 2015, 2017, 2019, 2020, 2021, 2022, 2023, 2024
Finalista (4): 2010, 2014, 2016, 2018
- Copa da Letônia

Campeão (4): 2022, 2023, 2024, 2025
- Liga Báltica

Finalista (1): 2011
Medalha de Bronze (1): 2012
- Liga Leto-Estoniana

Campeão (1): 2022
Finalista (2): 2019, 2021
Medalha de Bronze (1): 2024

## Jogadores Notáveis
- Ainars Bagatskis
- Dairis Bertāns
- Artūrs Bērziņš
- Jānis Bērziņš
- Kaspars Bērziņš
- Rolands Freimanis
- Raitis Grafs
- Dāvis Geks
- Gatis Jahovičs
- Ingus Jakovičs
- Kristaps Janičenoks
- Edgars Jeromanovs
- Oļģerts Jurgensons
- Jānis Krūmiņš
- Rihards Kuksiks
- Rodions Kurucs
- Mārtiņš Laksa
- Mareks Mejeris
- Igors Miglinieks
- Raimonds Miglinieks
- Kārlis Muižnieks
- Cēzars Ozers
- Anžejs Pasečņiks
- Žanis Peiners
- Artūrs Strēlnieks
- Aigars Šķēle
- Andrejs Šeļakovs
- Jānis Timma
- Maigonis Valdmanis
- Sandis Valters
- Valdis Valters
- Gundars Vētra
- Ričmonds Vilde
- Ronalds Zaķis
- Josh Bostic
- Dee Brown
- Da'Sean Butler
- Tyler Cain
- Justin Cobbs
- Will Daniels
- Kevin Dillard
- Cheyne Gadson
- Josh Harrellson
- Justin Hamilton
- C. J. Harris
- Speedy Smith
- Trevon Hughes
- Robert Lowery
- Quinn McDowell
- Anthony Miles
- Curtis Millage
- Taj McCullough
- Keaton Nankivil
- Derrick Nix
- Marque Perry
- Alex Renfroe
- Antywane Robinson
- Gerald Robinson
- E. J. Rowland
- Patrick Sanders
- Gregory Smith
- Courtney Sims
- Artsiom Parakhouski
- Kenan Bajramović
- Siim-Sander Vene
- Antanas Kavaliauskas
- Arnas Labuckas
- Martynas Mažeika
- Donatas Zavackas
- Tomas Delininkaitis
- Bojan Bakić
- Gani Lawal
- Nemanja Bezbradica
- Evgeny Kolesnikov
- Ivan Nelyubov
- Maxim Sheleketo
- Bamba Fall
- Ludvig Håkanson
- Francisco Cruz
- Guille Rubio